# Melhania
Melhania  es un género de fanerógama con 101 especies perteneciente a la familia Malvaceae. 

## Especies seleccionadas
| - Melhania abutiloides - Melhania abyssinica - Melhania acuminata - Melhania agnosta - Melhania albicans | - Melhania albiflora - Melhania amboensis - Melhania ambovombeensis - Melhania andrahomanensis - Melhania angustifolia |